# K-159
Il K-159 è stato un sottomarino a propulsione nucleare della Voenno-morskoj flot appartenente alla classe November. Radiato dal servizio il 30 maggio 1989, rimase all'ancora presso la base navale di Greminkha sino al 2003, quando fu preso a rimorchio per raggiungere il cantiere navale di al fine di essere demolito. Affondò durante il trasferimento il 30 agosto 2003, 2,4 miglia nautiche dalla punta nord-occidentale dell'isola di Kildin, con la morte di nove membri dell'equipaggio Durante il suo servizio il K-159 ha effettuato 9 crociere operative, percorrendo un totale di 212.618 miglia nautiche in 25.364 ore di navigazione.

## Storia
Il sottomarino d'attacco a propulsione nucleare K-159 apparteneva alla serie 627A della classe November della Voenno-morskoj flot, composta da 13 unità costruite tra gli anni cinquanta e anni sessanta del XX secolo. Fu impostato presso lo scalo di alaggio n.42 del cantiere navale n.402 di Severodvinsk il 9 settembre 1957, e varato il 31 maggio 1959.
Le prove in mare di accettazione si svolsero tra l'11 settembre e il 9 ottobre 1963, e l'unità entrò in servizio il 4 novembre 1963, assegnato alla 3ª Divisione sottomarini della Flotta del Nord con sede a Zapadnaja Lica. Il primo comandante del sottomarino K-159 fu il capitano di secondo rango B. Sinev.
Completato l'addestramento al combattimento nel 1964 il K-159 salpò per raggiungere il Mar Mediterraneo oltrepassando lo stretto di Gibilterra in immersione navigando sotto una nave di passaggio. Nel febbraio 1965 il battello compì una crociera nell'Oceano Atlantico, navigando al largo della costa orientale degli Stati Uniti d'America.
Mentre era in navigazione il 2 marzo 1965 fu scoperta in mare una microperdita nei tubi di raffreddamento del condensatore del turboriduttore principale sul lato sinistro, che portò alla necessità di rientrare alla base.
Tra il 18 giugno e il 7 luglio 1965 il K-159 partecipò all'esercitazione della Flotta del Nord denominata "Pechora", svoltasi nel Nord Atlantico e nel Mare di Norvegia, avendo compiti di ricerca degli SSBN statunitensi e delle forze antisommergibili della NATO, venendo però scoperto dai velivoli antisommergibile in pattugliamento.
Tra il 30 dicembre 1966 e il 5 novembre 1968 il K-159 eseguì lavori di riparazione, comprendenti anche la sostituzione dei generatori di vapore, presso il cantiere "Zvezdochka". Al termine delle riparazioni fu trasferito in servizio presso il 17° DSPL sito nella baia di Gremikha (Ostrovnoj). Tra il 28 giugno e il 31 agosto 1969 partecipò alla grande esercitazione congiunta "Anchar", comprendente navi delle tre flotte sovietiche, tenutasi nei Caraibi. Tra il 1970 e il 1972 fu eseguita la ricarica dei reattori nucleari.
Tra il 1981 e il 1984 il "K-159" eseguì quattro crociera di navigazione operativa, per un totale di 138 giorni di navigazione. Tra il 1985 e il 1988, il sottomarino ha svolto i compiti di addestramento al combattimento sia in mare che alla base.
Il 14 marzo 1989 fu ridenominato B-159, ma già il 30 maggio venne dismesso dai ruoli della marina.
Dal 1989 al 2003 il K-159 fu tenuto in deposito nella baia di Gremikha, formando da solo la 285ª Divisione sottomarini. Il battello fu lasciato all'ancoraggio senza nessuna manutenzione con lo scafo che andava deteriorandosi sempre di più, e con il combustibile nucleare presente a bordo.
Nel corso del 2003, in seguito allo stanziamento di circa 200 milioni di dollari da parte di cinque paesi esteri, ne venne decisa la sua demolizione da effettuarsi presso il cantiere navale Nerpa di Snežnogorsk.  Anticipando il ricevimento dei fondi, l'ammiraglio Gennadij Suchov, comandante della Flotta del Nord, decise di far rimorchiare tutti i 16 sottomarini presenti a Gremikha nei cantieri dove doveva essere effettuata la loro demolizione. Il K-159 fu la tredicesima unità a lasciare l'ancoraggio di Gremikha.  Essendo lo scafo del K-159 arrugginito in più punti, ad esso furono saldati diversi grandi serbatoi galleggianti vuoti per consentire il trasferimento del sottomarino.  Questi serbatoi, fabbricati negli anni quaranta del XX secolo, non erano impermeabili e la loro manutenzione era equivalente a quella dei sottomarini.
Il 28 agosto 2003  il K-159 partì a rimorchio per raggiungere Poljarnyj, con un equipaggio ridotto che assicurava il mantenimento della pressione dell'aria all'interno dei galleggianti, e pompare fuori l'acqua che entrava dalle falle presenti nello scafo. Nelle prime ore del 30 agosto una burrasca staccò i due galleggianti di prora, mettendo il sottomarino in condizioni critiche di galleggiabilità. Il comando della Flotta del Nord fu avvisato alle 1:20. Alle 3 del mattino il K-159 era affondato nel mare di Barents a 2,4 miglia nautiche dalla punta nord-occidentale dell'isola di Kildin, su un fondale di 238 metri, trascinando con sé nove membri dell'equipaggio e 800 chilogrammi di combustibile nucleare esaurito che emetteva circa 20 petabecquerel (600 kilocurie). Delle dieci persone presenti a bordo sopravvisse solo il  tenente anziano Maxim Tsibulsky, che riuscì a lanciarsi in mare prima dell'affondamento e fu poi recuperato dal rimorchiatore SB-406, insieme ai corpi di altri due membri dell'equipaggio. Dopo l'incidente il governo russo e i vertici della marina decisero di recuperare il relitto del K-159, che fu tenuto sotto controllo per rilevare eventuali perdite di radiazioni.
Nell'agosto 2011 la società statale per l'energia atomica Rosatom sollevò la questione del recupero del K-159, con una decisione definitiva da prendersi entro il 2012. Nel settembre 2014, scienziati russi e norvegesi hanno esaminato il relitto del K-159 e con l'ausilio di un veicolo telecomandato fu realizzato un video subacqueo, che mostrava il sottomarino sepolto sul fondo del Mare di Barents. L'analisi rapida dei campioni prelevati dimostrò che i livelli di radiazione non erano pericolosi.

### Annotazioni
1. ↑  Secondo i calcoli effettuati allora il K-159 poteva rimanere in quello stato per ulteriori 20 anni.

### Fonti
1. ↑  Poolmar, Noot 1991, p. 294.
2. 1 2 3 4  Mil Press Flot.
3. 1 2 3 4 5 6 7 8 9 10 11 12 13 14 15 16 17 18 19 20  Deepstorm.